# Várzea Grande (Piauí)
Várzea Grande is een gemeente in de Braziliaanse deelstaat Piauí. De gemeente telt 4.560 inwoners (schatting 2009).